# Václav Frank
Václav Frank (* 1. dubna 1944) je český politik, v 90. letech 20. století a počátkem 21. století poslanec České národní rady a Poslanecké sněmovny za Komunistickou stranu Československa, respektive za KSČM.

## Biografie
Poté, co absolvoval střední školu, nastoupil do dílen ČSD v Nymburku. Od roku 1976 byl komunálním politikem. Před rokem 1989 působil dlouhodobě jako předseda místního národního výboru v obci Sadská. V komunální politice se zde angažoval i po sametové revoluci. V komunálních volbách roku 1994, komunálních volbách roku 1998, komunálních volbách roku 2002, komunálních volbách roku 2006, komunálních volbách roku 2010 a komunálních volbách roku 2014 byl zvolen do zdejšího městského zastupitelstva za KSČM. Profesně se k roku 2006 uvádí jako motorář. Na podzim roku 1992 proti němu protestovala organizace Děti Země. Kritizovala jeho postoj k zasypání slepého ramena Labe v Sadské.
Dlouhodobě působil ale i v celostátním zákonodárném sboru. Ve volbách v roce 1992 byl zvolen do České národní rady za koalici Levý blok, kterou tvořila KSČM a menší levicové skupiny (volební obvod Středočeský kraj). Zasedal ve výboru pro veřejnou správu, regionální rozvoj a životní prostředí.
Od vzniku samostatné České republiky v lednu 1993 byla ČNR transformována na Poslaneckou sněmovnu Parlamentu České republiky. Roku 1994 přešel do samostatného poslaneckého klubu KSČM poté, co se koalice Levý blok rozpadla na několik levicových frakcí. Mandát ve sněmovně obhájil ve volbách v roce 1996, volbách v roce 1998 a volbách v roce 2002. V letech 2002–2006 zastával funkci místopředsedy poslaneckého klubu KSČM a místopředsedy výboru pro obranu a bezpečnost poslanecké sněmovny.
V senátních volbách roku 1998 neúspěšně kandidoval do senátu za senátní obvod č. 16 - Beroun. Získal 13 % hlasů a nepostoupil do 2. kola.